# La Proiselière-et-Langle
La Proiselière-et-Langle är en kommun i departementet Haute-Saône i regionen Bourgogne-Franche-Comté i östra Frankrike. Kommunen ligger i kantonen Faucogney-et-la-Mer som tillhör arrondissementet Lure. År 2022 hade La Proiselière-et-Langle 145 invånare.

## Befolkningsutveckling
Antalet invånare i kommunen La Proiselière-et-Langle
| Referens: INSEE |